# Галиција (аутономна заједница)
Галиција (гал. Galicia, Galiza; шп. Galicia) је аутономна заједница у Шпанији. Смјештена на крајњем сјеверозападу Пиринејског полуострва чије обале са сјевера и запада запљускује Атлантски океан. Граничи се на истоку са Астуријом, и Кастиљом и Леоном, те на југу са Португалијом.
Галицији такође припадају архипелаг Кијес (ког чине острва Фаро, Монтеагудо и Сан Мартино), архипелаг Онс (ког чине острва Онс и Онза), као и архипелаг Салвора (ког чине острва Салвора, Вионта и Сагрес), те друга острва као што су Кортегада, Ароса, Сисаргас, и Малвеирас; већина припада националном парку Атлантска острва (шп. Islas Atlánticas).
Галиција се дијели на четири покрајине: Коруња, Луго, Оренсе и Понтеведра. Главни град је Сантијаго де Компостела. Галицијска нација је призната као историјска нација у свом Статуту аутономије из 1981. године.
Службени језик у Галицији, поред шпанског, је и галицијски језик. Галицијски језик је веома сличан португалском, а према неким политички обојеним подјелама чак се сврстава у португалски дијалект.

## Етимологија имена
Назив Галиција потиче од латинског топонима Callaecia, касније Gallaecia, што је у вези са именом древног келтског племена које је живјело сјеверно од ријеке Дуеро.
Једно од најранијих рјешења да одгонетне етимологију имена ове земље дао је Исидор Севиљски, који је име Гала повезао са грчком рјечју γαλα (gala), што значи „млијеко”, јер како каже: „Галишани се тако зову због своје свијетле коже, као Гали”.

## Становништво
| 1970.     | 1981.     | 1991.     | 2001.     | 2011.     |
| --------- | --------- | --------- | --------- | --------- |
| 2,683,674 | 2,811,942 | 2,731,669 | 2,695,880 | 2,772,928 |

## Административна подјела
Прије 1833, Галиција је била подјељена на седам административних покрајина Шпаније. Године 1981. проглашена је Аутономна заједница Галиција, која има четири провинције:
- Коруња
- Луго
- Оренсе
- Понтеведра

- модерне покрајине Галиције
- Коруња
- Луго
- Оренсе
- Понтеведра